# Uncle Tupelo
Uncle Tupelo – amerykański zespół grający cowpunk i country alternatywne, aktywny w latach 1987–1994, pochodzący z Belleville w stanie Illinois. Zespół Uncle Tupelo został założony przez Jaya Farrara, Jeffa Tweedy’ego i Mike’a Heidorna po tym, jak wokalista ich poprzedniej grupy The Primitives opuścił jej szeregi z powodu rozpoczęcia studiów. Uncle Tupelo nagrał trzy albumy studyjne dla Rockville Records i jeden dla Sire Records. Debiutancki album Uncle Tupelo - No Depression - przysporzył zespołowi grono naśladowców. Krótko po wydaniu czwartego albumu – Anodyne – Farrar podjął decyzję o odejściu z zespołu. Oficjalnym powodem były napięte stosunki ze współautorem tekstów, Tweedym. Uncle Tupelo został rozwiązany 1 maja 1994 po zakończeniu trasy koncertowej, promującej ostatni album. Grupa rozpadła się przed osiągnięciem sukcesu komercyjnego. Farrar i Heidorn utworzyli formację Son Volt, reszta członków kontynuowała karierę muzyczną jako Wilco.
Uncle Tupelo jest doceniany za swój wkład w country alternatywne. Styl muzyki zespołu różnił się od ówczesnego sposobu prezentowania country. Grupa czerpała inspiracje z gatunku hardcore punk (Minutemen) oraz country (The Carter Family i Hank Williams). Układane przez Farrara i Tweedy’ego teksty dotyczyły głównie tematyki średniozamożnych mieszkańców Stanów Zjednoczonych oraz robotników z okręgu Belleville.

## Historia

### The Plebes i The Primitives
Jay Farrar razem ze swoimi braćmi - Wade’em i Dade’em - założył na początku lat 80. grupę The Plebes, która grała muzykę w stylu rockabilly. Zespół był aktywny na lokalnej scenie muzycznej: występował głównie w okolicach Belleville. Z czasem wdał się w tzw. „pojedynek zespołów”. Na kilku koncertach The Plebes wystąpił gościnnie zaproszony przez Farrara Jeff Tweedy, który pomimo niewielkich umiejętności odegrał znaczącą rolę w występach formacji. Nakłonił członków The Plebes na zmianę stylu muzyki z rockabilly na punk rock. Było to przyczyną kłótni pomiędzy Tweedym i Dade’em Farrarem, który opuścił The Plebes dwa miesiące po dołączeniu do zespołu Tweedy’ego.
Dade Farrar przed odejściem z The Plebes przedstawił zespołowi Mike’a Heidorna, młodszego brata swojej partnerki. Heidorn niebawem dołączył do grupy w charakterze perkusisty. W 1984 The Plebes zmienił nazwę na The Primitives, do czego zainspirował ich utwór zespołu The Groupies (1965). Z powodu malejącej popularności punka w okolicach Saint Louis The Primitives zaczęli komponować utwory w stylu rocka garażowego z elementami bluesa. Ich piosenki charakteryzowały się szybkim tempem i niespodziewanymi zmianami rytmu. Zespół zaczął regularnie koncertować w domu weselnym w Millstadt w stanie Illinois, gdzie matka Tweedy’ego, Jo Ann, pobierała niewielkie opłaty za możliwość wstępu na koncert. Formacja występowała również w B St Bar w Belleville wraz z takimi artystami jak The Newsboys (później Sammy and the Snowmonkeys), Charlie Langrehr i The Symptoms.
W połowie lat 80. w działalności The Primitives następowały przerwy. Wade Farrar, wokalista i lider grupy, spędzał z zespołem bardzo mało czasu z powodu jego zobowiązania wobec Southern Illinois University i powołania do armii amerykańskiej. W 1986 perkusista Mike Heidorn podczas jednego z koncertów złamał obojczyk, co zmusiło zespół do tymczasowego zawieszenia działalności. Jay Farrar i Tweedy w czasie przerwy zajmowali się tworzeniem nowych utworów dla zespołu. Po powrocie Heidorna do zdrowia The Primitives wznowili odbywanie prób w jego domu. Zespół powrócił na scenę w 1987. Wówczas skład The Primitives powiększył się o basistę, Tony’ego Mayra, Tweedy mógł więc grać na gitarze akustycznej. Po miesiącu współpracy z grupą Mayr opuścił jej szeregi.
Od 1985 istniał inny zespół muzyczny pod nazwą The Primitives. Żeby zapobiec konfliktom prawnym, członkowie The Primitives postanowili zmienić nazwę na Uncle Tupelo. Nowo powstały zespół Uncle Tupelo postanowił zerwać z grania covery utworów z lat 60. Podjął decyzję o nagrywaniu własnych utworów muzycznych.

### Wczesny etap kariery
Nazwa Uncle Tupelo została zainspirowana nazwą komiksu Chucka Wagnera - przyjaciela grupy. Składa się z dwóch przypadkowo wybranych ze słownika słów. Zainspirowany tytułem Wagner narysował karykaturę Elvisa Presleya. Formacja nagrała demo składające się z czterech utworów, zostało ono wydane nieoficjalnie. Zespół został wybrany jako support w koncertach takich muzyków jak Johnny Thunders i Warren Zevon. Tweedy spotkał Tony’ego Margherita w Saint Louis; po przyjściu na kilka koncertów formacji, Margherita zaproponował objęcie funkcji menedżera Uncle Tupelo. Zespół zaczął regularnie dawać koncerty w Cicero's Basement – barze w pobliżu Washington University in St. Louis. W barze występowały zespoły takie jak Chicken Truck, zaś sam lokal do końca 1988 uznawany był za miejsce zaczątku nowego stylu w muzyce. Zespół przez krótki okres występował jako kwartet (do grupy dołączył Alex Mutrux).
Zespół nagrał swoje pierwsze oficjalne utwory w należącym do Adama Schmitta studiu w Champaign. Demo Not Forever, Just for Now zawierało utwory „I Got Drunk” i „Screen Door”, a także nieukończone wersje piosenek, które pojawiły się później na debiutanckim albumie formacji. College Music Journal opublikował rozbudowaną recenzję wydawnictwa i nazwał Uncle Tupelo „najlepszym niezależnym artystą roku”. Pochlebne oceny zwróciły uwagi niewielkich wytwórni płytowych. Zespół postanowił podpisać kontrakt z Giant Records należącą do Jaya Fialkova i Debbie Southwood-Smith (wytwórnia obiecała grupie załatwić koncert w CBGB’s w Nowym Jorku). Poproszeni o uzasadnienie swojej decyzji, Tweedy powiedział „nasze cele i interesy nie kłócą się z tymi zaprezentowanymi przez tę niezależną wytwórnię”.

### Nagrania dla Rockville Records
Krótko po podpisaniu kontraktu Giant Records zmieniło nazwę na Rockville Records. Pierwszy album dla tej wytwórni, No Depression, został nagrany w ciągu 10 dni w styczniu 1990 w studiu Fort Apache South w Bostonie. Temat albumu oscyluje wokół dzieciństwa i okresu dorastania w Belleville; przykładami są piosenki opowiadające o uciekaniu od pracy w fabrykach i obawie przed poborem do wojska na wojnę w Zatoce Perskiej. Zachwyceni sposobem i jakością produkcji albumu Bug autorstwa Dinosaur Jr., zespół zaprosił do wyprodukowana płyty Paula Kolderie i Seana Slade. Slade pozwolił Farrarowi grać na gitarze Gibson Les Paul Junior, na której grał J Mascis na Bug. Album został wydany 21 czerwca 1990 – zespół świętował wydanie płyty grając przez dwie kolejne noce w barze Cicero.
W trakcie trasy koncertowej promującej album, Farrar, Tweedy, Heidorn i Brian Henneman (później członek The Bottle Rockets) stworzyli cover band Coffee Creek. Henneman zaimponował członkom Uncle Tupelo, został zaproszony do zespołu w charakterze inżyniera technicznego i multiinstrumentalisty. Podczas gdy Tweedy i Heidorn unikali nadmiernego spożywania alkoholu po koncertach, Tweedy brał udział w całonocnych libacjach. Pomimo tego że Tweedy porzucił nałóg w 1991, po poznaniu swojej późniejszej partnerki, Sue Miller, coraz częściej dochodziło do kłótni pomiędzy nim a Farrarem.
Do marca 1991 album No Depression sprzedał się w nakładzie ok. 15 000 egzemplarzy i został wspomniany przez Rolling Stone w artykule o wschodzących gwiazdach muzyki. Pomimo tego Rockville Records odmówili honorarium zespołowi. Drugi album został nagrany w studiu Long View Farm w North Brookfield w stanie Massachusetts w ciągu 17 dni. Still Feel Gone, którego producentem byli również Kolderie i Slade, posiada „gładszy”, skorygowany cyfrowo dźwięk. W procesie nagrywania uczestniczyli m.in. Slade, Henneman, Rich Gilbert, Chris Bess z zespołu Enormous Richard i Gary Louris z The Jayhawks. Zespół był rozczarowany sposobem i wydajnością produkcji albumu i postanowił zerwać kontrakt z Kolderie i Slade’em. Niedługo potem zespół wyruszył wraz z piosenkarką Michelle Shocked w trasę koncertową, nagrawszy wcześniej utwór „Shaking Hands (Soldier's Joy)” na potrzeby jej albumu Arkansas Traveler. W trasie muzykom artystom towarzyszyli tacy muzycy jak Taj Mahal i The Band. Trasa objęła jednak jedynie kilka występów z powodu scysji pomiędzy Shocked i The Band.
W 1992 dużą popularność zyskał rock alternatywny i ewentualny album wydany w tym stylu stwarzał szansę podpisania kontraktu z wpływową wytwórnią płytową. Uncle Tupelo jednak nie chcieli pójść w ślady takich grup jak Nirvana, grając utwory utrzymane w stylu country i folk jako „policzek wymierzony scenie rockowej”.
Do wydania kolejnego, trzeciego, albumu Uncle Tupelo March 16–20, 1992 doszło przy pomocy Petera Bucka, gitarzysty R.E.M., który po obejrzeniu występu grupy w 40 Watt Club w Athens-Clarke County zaoferował swoją pomoc. Buck był zachwycony utworem „Atomic Power”. Płyta została nagrana w ciągu 5 dni. Na albumie Brian Henneman zagrał na mandolinie i buzuki. Opanował na potrzeby March 16–20, 1992 technikę gry na tych instrumentach. W czasie prac nad albumem członkowie Uncle Tupelo gościli w domu Bucka, który zrezygnował również z należnego mu honorarium.
Po wydaniu March 16-20, 1992 Uncle Tupelo zyskał zainteresowanie wytwórni muzycznych, mimo że wyraźnie zespół odciął się od popularnego wówczas rocka alternatywnego. Album sprzedał się w nakładzie większym niż dwa poprzednie łącznie. Rockville Records była jednak niezadowolona z powodu prezentowania przez zespół muzyki niepopularnej na początku lat 90.

### Nowy kontrakt
W 1992 Joe McEwen z wytwórni Sire Records zaczął starania o podpisanie kontraktu z Uncle Tupelo. McEwen, współpracownik takich artystów jak Dinosaur Jr. i Shawn Colvin, był zainteresowany zespołem od czasu wydania demo Not Forever, Just for Now; niebawem McEwen zaoferował zespołowi podpisanie kontraktu. Menadżer grupy Tony Margherita zażądał od grupy 50 000 jako zwrot pieniędzy jakie zainwestował w kontrakt z Rockville Records, następnie zezwolił zespołowi na podpisanie 7-letniego kontraktu z Sire. Umowa zakładała nagranie dwóch albumów; wytwórnia zadeklarowała, że przeznaczy 150 000 dolarów na wydanie nowej płyty.
Tuż przed rozpoczęciem nagrań do March 16–20, 1992, Heidorn podjął pracę w jednej z lokalnych gazet w okręgu Belleville, a także wdał się w związek partnerski z kobietą, która wówczas posiadała dwoje dzieci z poprzedniego małżeństwa. Uncle Tupelo zaplanował trasę koncertową po Europie, jednak Heidorn zdecydował zostać w Belleville wraz ze swoją partnerką, którą ostatecznie poślubił w sierpniu 1992.
Zespół zorganizował casting na perkusistę zespołu; po wstępnej selekcji pozostało dwóch kandydatów – Bill Belzer i Ken Coomer. Pomimo tego że Farrar i Tweedy stwierdzili, że Coomer jest lepszym perkusistą, grupa nie wybrała go ze względu na jego kontrowersyjny wygląd, kolidujący z kreowanym wizerunkiem zespołu (m.in. dredy). Na miejsce Heidorna został wybrany Belzer, który został z grupą przez sześć miesięcy.

Belzer spędził w naszym zespole sześć miesięcy. Chciałbym wierzyć, że był to czas urodzaju muzycznego, jednak muszę przyznać, że niewiele skorzystaliśmy na jego członkostwie w zespole pod względem muzycznym. Twierdzę, ze nie byliśmy wystarczająco dojrzali pod względem emocjonalnym by zostać przyjaciółmi. Bill był i jest gejem, ponadto był bardzo dumny i obnosił się ze swoim homoseksualizmem.

Po zakończeniu europejskiej trasy koncertowej (Uncle Tupelo był supportem dla zespołu Sugar) na miejsce Belzera do zespołu przyjęto Coomera. John Stirratt zastąpił Briana Hennemana, który opuścił formację, by założyć The Bottle Rockets. Max Johnston, brat Michelle Shocked, dołączył do grupy jako koncertowy członek grający na mandolinie i skrzypcach. Stirratt z czasem stał się głównym basistą formacji, co pozwoliło Tweedy’emu grać w zespole na gitarze akustycznej.
Jako pięcioosobowa grupa, Uncle Tupelo nagrał swój kolejny album w studiu Cedar Creek w Austin na początku 1993. Anodyne zawierał utwory nagrane w studiu na żywo, a także duet Farrara z Doug Sahm z zespołu Sir Douglas Quintet. Album sprzedał się w nakładzie 150 000 kopii oraz był jedynym albumem Uncle Tupelo, który pojawił się na liście Top Heatseekers. Zespół koncertował do końca roku, trasę zakończył koncertem w Tramps w Nowym Jorku. Pomimo dużego sukcesu koncertu dyrekcja Sire zaczęła widzieć w Uncle Tupelo potencjalny hit na scenie muzycznej.

### Rozpad zespołu
Po dołączeniu do formacji Stirratta, Coomera i Johnstona (tuż przed nagraniem Anodyne) stosunki pomiędzy Farrarem i Tweedym stawały się coraz bardziej napięte; po koncertach często dochodziło do kłótni.

W tym czasie bywało tak, że gdy powiedziałem coś do mikrofonu na scenie, Farrar odpychał mnie i mówił „Nie pierdol już głupot do tego mikrofonu”. Naigrawał się ze mnie, odwołując się do mojej niestabilności psychicznej, rozdmuchanym do ogromnych rozmiarów ego. Pomimo tego czułem się mocniejszy, nabierałem pewności, że nie muszę się już bać tego człowieka. Byłem ponad nim.

Tweedy spodziewał się, że przyjęcie do zespołu nowych członków pozwoli mu oddziaływać w większym stopniu na muzykę grupy, jednak Farrar traktował jego zamiary z pogardą. Po latach powiedział w jednym z wywiadów, że był zmuszony odejść z zespołu po tym, jak zobaczył Tweedy’ego ciągnącego za włosy jego dziewczynę; Farrar odebrał ten incydent jako próbę gwałtu. W styczniu 1994 Farrar poprosił Tony’ego Margheritę, by ten poinformował zespół o jego odejściu; Farrar powiedział menadżerowi, że nie czerpie już radości z występowania w zespole, a także nie chce już dłużej grać z Tweedym. Tuż po odejściu Farrar powiedział: „Mam wrażenie, że to był ten punkt kulminacyjny, kiedy ja i Jeff zupełnie przestaliśmy do siebie pasować. Ta nasza symbioza i zgranie w pisaniu tekstów – to wszystko zaczęło się psuć tuż po wydaniu pierwszego albumu”.
Tweedy był zdziwiony i wściekły, gdy dowiedział się o odejściu Farrara z zespołu od Margherity. Następnego dnia doszło do debaty pomiędzy dwoma muzykami. Na prośbę Margherity, który zainwestował duże sumy pieniędzy w działalność zespołu i kontraktu z wytwórniami płytowymi, Farrar zgodził się wyjechać w ostatnią trasę koncertową z Uncle Tupelo po Północnej Ameryce. Tweedy i Farrar pokłócili się dwa tygodnie po rozpoczęciu trasy – powodem była odmowa Farrara dodawania wokalu wspierającego do piosenek Tweedy’ego. W trakcie trasy zespół po raz pierwszy w historii wystąpił w telewizji (Late Night with Conan O’Brien). Sire Records zdecydowała, że zespół zagra w programie utwór „The Long Cut”, nielubiany przez Farrara, gdyż utwór skomponował i zaśpiewał Tweedy. Ostatni koncert Uncle Tupelo miał miejsce 1 maja 1994 w klubie Mississippi Nights w Saint Louis. Tweedy i Farrar zagrali po dziewięć piosenek, Heidorn wystąpił w charakterze perkusisty.

### Po rozwiązaniu
Po zakończeniu ostatniej trasy koncertowej Tweedy przekonał swoich przyjaciół do dołączenia do jego nowej formacji. Udało mu się przekonać większość byłych członków Uncle Tupelo. W rezultacie powstał zespół Wilco, który zaczął próby tuż po rozwiązaniu Uncle Tupelo. W sierpniu 1994 zespół Tweedy’ego zaczął nagrania do swojego debiutanckiego albumu, A.M.. Farrar natomiast szukał członków do swojej nowo tworzonej grupy Son Volt. Do współpracy zaprosił Jima Boquista - multiinstrumentalistę, który wcześniej występował z Joe Henrym - supportem w ostatniej trasie Uncle Tupelo. Do zespołu dołączyli także brat Boquista - Dave - oraz Mike Heidorn. W listopadzie 1994 Son Volt rozpoczął nagrania do swojego pierwszego albumu pt. Trace.
Wilco podpisał kontrakt z wytwórnią Reprise Records, zaś Son Volt związał się z Warner Bros. Records. Pierwszy album Son Volt utrzymany był w stylu college rock; hitem z płyty Trace był „Drown”; z kolei Wilco był zespołem bardziej komercyjnym – regularnie występował w programach telewizyjnych i dużych imprezach. W związku z prawdopodobieństwem wznowienia działalności zespołu Heidorn powiedział serwisowi PopMatters „nic nie jest pewne, na razie nie mogę nic powiedzieć. Ale nie jest to niemożliwe”. Farrar stwierdził, że nie chce ponownego połączenia grupy, zaś Tweedy powiedział, że ewentualne wznowienie działalności formacji nie przyniesie sukcesów muzycznych.
Farrar i Tweedy w 2000 wytoczyli proces sądowy wytwórniom Rockville Records i Dutch East India Trading w sprawie zaległych należności za dochody ze sprzedaży płyt; zakończył on się wygraną muzyków – Tweedy i Farrar otrzymali zaległe honoraria, a także przejęli prawa do trzech pierwszych albumów Uncle Tupelo. Po zastrzeżeniu praw do nagrań zespół wydał w 2002 kompilację 89/93: An Anthology. W 2003 Uncle Tupelo wydali reedycje swoich trzech pierwszych albumów, które pierwotnie sprzedały się w nakładzie ponad 200 000 kopii.

## Inspiracje
Jako The Primitives, Farrar i Tweedy czerpali inspiracje z muzyki takich zespołów jak Ramones i Sex Pistols. Z czasem obaj muzycy stali się pasjonatami muzyki country i zaczęli taką muzykę komponować (było to również spowodowane tym, że punk rock nie był popularny w okolicach Belleville i Saint Louis). Obaj artyści posiadali rodziców słuchających country, którzy starali się przenieść pasje muzyczne na swoich synów, jednak dopiero w latach 80. Farrar i tweedy zaczęli słuchać country dla przyjemności. Farrar pisał teksty opowiadające o klasie robotniczej w Stanach Zjednoczonych, zaś Tweedy pisał na tematy dobrze sprzedające się w mediach, m.in. relacji międzyludzkich. Farrar zaczerpnął inspirację z twórczości takich pisarzy jak Kurt Vonnegut i Jack Kerouac, których utwory czytał regularnie pracując dorywczo w księgarni matki. Utwory napisane przez Farrara, będącego liderem Uncle Tupelo, dominowały na koncertach grupy. Z kolei styl muzyczny reprezentowany przez formację został zaproponowany przez Tweedy’ego i Heidorna (muzyka zainspirowana twórczością formacji Minutemen).

Posiadaliśmy prawdopodobnie więcej inspiracji i pomysłów, niż byliśmy w ogóle w stanie wykorzystać. Mamy dwa główne style muzyczne będące fundamentem naszej muzyki. Lubimy Black Flag tak samo jak wczesnego Boba Dylana oraz kochamy Dinosaur Jr. w takim samym stopniu jak Hanka Williamsa... Dla nas hard-core punk jest muzyką folkową, może być z nią również łączony. Nie stawiamy grubej kreski między tymi dwoma gatunkami. Będziemy grać to i to jednocześnie, jeśli tylko będziemy mieli taką okazję. Nie mamy uprzedzeń do żadnego rodzaju muzyki.

Tweedy był przede wszystkim zainspirowany zespołem Minutemen, napisał również utwór o D. Boonie, wokaliście i gitarzyście grupy, tuż po jego śmierci w wypadku samochodowym. Uncle Tupelo nagrał i wydał covery utworów nagranych pierwotnie przez m.in. takie zespoły jak Credence Clearwater Revival, The Carter Family, Leadbelly, Gram Parsons, The Soft Boys, The Louvin Brothers, Texas Tornados, i The Stooges. Wydanie March 16–20, 1992 zapoczątkowało ruch zainteresowania rockiem alternatywnym, zainspirowanym decyzją Neila Younga, który wydał dwa albumy w krótkich odstępach czasu – On the Beach i Tonight’s the Night tuż po wydaniu Harvest, który okazał się dużym sukcesem komercyjnym. Krytyk muzyczny Michael Corcoran porównał styl muzyczny grupy do „Boba Moulda śpiewającego wraz z Soul Asylum utwór Grama Parsonsa”.

## Dziedzictwo
Uncle Tupelo jest uważany za jeden z pionierów i twórców country alternatywnego, połączenia rocka alternatywnego i tradycyjnej muzyki country. Pomimo tego, że gatunek ten jest przypisywany innym artystom, takim jak Gram Parsons i Lyle Lovett, to Uncle Tupelo jest uważany za pierwszego w historii przedstawiciela tego gatunku. Niektóre media (np. BBC) zasugerowały, że Uncle Tupelo był jedynym kreatorem gatunku. Tweedy i Heidorn podali w wątpliwość to stwierdzenie, Farrar zaś stwierdził, że istnieje duża różnica pomiędzy country alternatywnym a innymi gatunkami, np. roots rock.

Głupio i trudno jest mówić o Uncle Tupelo, że nasza twórczość zapisała dużą kartę w historii muzyki. Ludzie mylą się co do tego, że my cokolwiek zaczęliśmy – my tylko podbijaliśmy piłeczkę, udoskonalaliśmy to, co stworzono wcześniej. Początkiem tego wszystkiego był Woody Guthrie; początek lat 60., występy Flying Burrito Brothers – to była nasza inspiracja. Nie zaczęliśmy nowego gatunku, nie stworzyliśmy go. Dodaliśmy tylko do historii trochę dobrej muzyki. Tak właśnie zawsze na to patrzyliśmy – staraliśmy się zawsze, by nasze piosenki były jak najlepsze – na tym koncentrowała się cała nasza uwaga.

Pierwsze trzy albumy grupy zainspirowały późniejszych przedstawicieli gatunku roots rock (Richmond Fontaine i Whiskeytown). Sposób grania Uncle Tupelo na gitarach (których brzmienie charakteryzowało się mocnym przesterem) był jednym z fundamentów nowoczesnego rocka lat 90..

Wraz z wydaniem No Depression w 1990 Uncle Tupelo dał nam nie tylko ich karierę – łącząc prostotę i szczerość muzyki country ze zwariowanym i żywiołowym punkiem, zespół rozpoczął prawdziwą rewolucję, która odbiła się echem w całym późniejszym amerykańskim świecie muzyki.

Od wydanego w 1990 albumu No Depression pochodzi nazwa magazynu muzycznego skupiającego się na muzyce country, powstałego we wrześniu 1995. W związku z popularnością albumu i magazynu, termin „No Depression” jest stosowany w terminologii muzycznej i oznacza zespół grający muzykę country, pozostający jednak pod wpływem muzyki punkrockowej. Środowisko i kultura związane z country alternatywnym odegrały dużą rolę w wypromowaniu takich artystów jak Robbie Fulks i Shelby Lynne.

## Dyskografia
- No Depression (21 czerwca 1990)
- Still Feel Gone (17 września 1991)
- March 16-20, 1992 (3 sierpnia 1992)
- Anodyne (5 października 1993)